# Gregorio Honasan

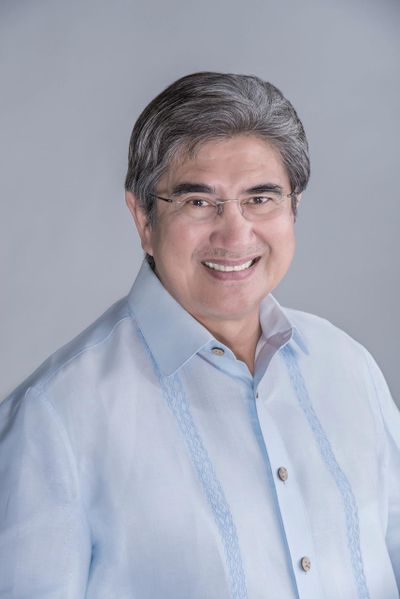
Gregorio Honasan in 2016

Gregorio "Gringo" Ballesteros Honasan (Baguio, 14 maart 1948) is een Filipijns politicus. Tijdens de EDSA-revolutie speelde Honasan een belangrijke rol. Tijdens het bewind van Corazon Aquino leidde hij een aantal onsuccesvolle maar dodelijke couppogingen met als doel haar af te zetten. In 1992 verleende toenmalig president Fidel Ramos hem gratie, waarna Honasan de politiek inging. Hij was senator van 1995 tot 2004. Tijdens de verkiezingen van 2007 deed hij opnieuw aan de senaatsverkiezingen.

## Vroege leven en carrière
Gregorio Honasan werd geboren in Baguio als zoon van kolonel Romeo Honasan en Alice Ballesteros, beiden afkomstig uit Sorsogon. Hij behaalde zijn Bachelor-diploma aan de Philippine Military Academy, waar hij bovendien de hoogste onderscheiding voor leiderschap ("Class Baron") kreeg toegekend.
Na zijn afstuderen in 1971 ging Honasan het Filipijnse leger in. Hij vocht tegen separatisten en communistische rebellen in Luzon en Mindanao. Tijdens gevechten in Lebak en op Jolo raakte hij daarbij gewond. Langzamerhand maakte hij carrière in het leger. Zo werd hij in 1974 Adjudant van minister van Defensie Juan Ponce Enrile en nog later werd hij Chief of Security van het ministerie van defensie.
Tegelijk met deze positie als veiligheidschef was hij bovendien lid van het bestuur van de Northern Mindanao Development Bank en president van de Beatriz Marketing Company.

## EDSA-revolutie
In 1986 probeerde Honasan samen met een aantal andere kolonels met steun van Enrile de onrust onder de bevolking uit te buiten om het bewind van president Ferdinand Marcos omver te werpen. Toen de plannen vroegtijdig werden ontdekt zochten de samenzweerders hun toevlucht in het militaire hoofdkwartier en riepen ze burgers, de media en de Katholieke kerk op om te helpen. Honderdduizenden mensen wierpen zich vervolgens op als menselijk schild om Honasan en de rest van de troepen van Marcos te beschermen. Dit was het begin van de EDSA-revolutie die leidde tot de val van Marcos en het begin van een nieuwe tijdperk met Corazon Aquino als nieuwe president.

## Couppogingen
Voor zijn rol in de EDSA-revolutie kreeg Honasan in 1986 van president Aquino de Distinguished Conduct Star en de Presidential Government Medal. Ook tegen de regering van Aquino zou Honasan echter al snel couppogingen ondernemen. Hij was in die tijd hoofd van een speciale groep binnen het ministerie van defensie. Gebruik makend van deze positie was hij bij diverse couppogingen tegen president Macapagal-Arroyo betrokken. In augustus 1987, liet Honasan tijdens uitgebroken oproer diverse overheidsinstallaties onder vuur nemen. Dit resulteerde in de dood van tientallen burgers en militairen. De aanval werd afgeslagen door regeringstroepen, maar Honasan slaagde erin om te ontsnappen. Later werd hij alsnog gearresteerd en gevangengezet op een marineschip in de Baai van Manilla. Ook daarvandaan wist hij echter te ontsnappen door zijn bewakers te overtuigen van zijn motieven.
In december 1989 begon Honasan een nieuwe coup, waarbij hij luchtmachtbasissen en strategisch locaties in de hoofdstad Manilla bezette. Ook werd het presidentiële paleis (Malacañang Palace) gebombardeerd met een in beslag genomen vliegtuig. De regering riep vervolgens de hulp in van de Amerikanen. Nadat Amerikaanse jachtvliegtuigen over Manilla patrouilleerden trokken de troepen van Honasan zich terug. Bij deze couppoging kwamen bijna 100 mensen om het leven..

## Senator (1995 - 2004)
President Fidel Ramos verleende in 1992 gratie aan Gregorio Honasan. Deze gebruikte daarna zijn opgebouwde faam om een carrière in de Filipijnse politiek te beginnen. In 1995 werd hij de eerste onafhankelijke kandidaat in de Filipijnse geschiedenis die een plek wist te veroveren in de Filipijnse Senaat. In 2001 eindigde hij als 13e in de verkiezingsstrijd om een plek in het Senaat. Hierdoor miste hij net een reguliere senaatszetel, met de normale termijn van zes jaar, maar veroverde Honasan wel de vacante zetel van Teofisto Guingona jr. met een nog lopende termijn tot 2004. Guingona was op 7 februari 2001 benoemd als vicepresident van de Filipijnen.

## Periode na het Senaat
In de periode na zijn senatorschap werd Honasan opnieuw in verband gebracht met betrokkenheid bij twee verschillende pogingen om de president van de Filipijnen af te zetten.
In 2003 zou Honasan de leider geweest zijn van de zogenaamde Oakwood Mutiny, een samenzwering tegen president Gloria Macapagal-Arroyo.
In 2006 zou hij opnieuw betrokken zijn geweest bij een vermeende couppoging tegen Macapagal-Arroyo. Honasan was daarop enige tijd ondergedoken, maar werd op 15 november 2006 gevangengenomen. Bij de arrestatie sprong Honasan van de tweede verdieping van een gebouw naar beneden in een poging te ontkomen waarbij hij lichte verwondingen opliep. Op 20 april 2007 werd hij op borgtocht vrijgelaten en op 22 juni van dat jaar werd de aanklacht tegen Honasan ingetrokken bij gebrek aan bewijs.